# Новобазаново
Новобазаново (баш. Яңы Баҙан) — упразднённая деревня в Бирском районе Башкирской АССР Российской Федерации. Входила на год упразднения в состав Чишминского сельсовета.
Жили русские (1959). Основана в XIX в. жителями с. Базаново (ныне с. Старобазаново) как выселок.

## Топоним
Получил название от ойконима Базаново — волостного центра Базановской волости. Впоследствии образовались парные названия Старобазаново и Новобазаново (Ново-Базанова, 1874 г).

## География
Располагалась в 27 км к юго-западу от райцентра и в 106 км к северо-западу от ж.‑д. станции Загородной. По «Сборнику статистических сведений по Бирскому уезду» (1899) описывалась следующим образом: «расположена в низине, в средине участка, ближе к юго-восточной границе, в 24 верстах от г. Бирска — главного места сбыта продуктов. При селении течет маловодная речка Грязный Ключ».

## История
Сведения об основании приведены в «Сборнике статистических сведений по Бирскому уезду» (1899).
«Население — русское, мещане г. Бирска, переселенцы-собственники, в числе 9 дворовых и наличных 36 мужчин и 41 женской душ. Выселились из деревни Старой Базановой в 1874 году на вымежеванную по указу Правительства Сената в 1820 году землю».
По СНМ 1896г /6-й стан, Базановская волость
2999. Ново-Базанова: деревня при ключе Грязном; на 11 дворов указано 39/49 жителей. Часовня, бакалейная лавка.
На 1899 год деревня Новая Базанова входила в Базановскую волость Бирского уезда.
По СНМ 1906г Ново-Базанова входила в Айбашевскую волость
На 12 дворов указано 34/36 жителей, основное занятие — земледелие.
По подворной переписи крестьянских хозяйств Бирского уезда 1914 года сведений не указано.
На 1920 год деревня Ново-Базаново входила в Пономаревскую волость. Зафиксировано 16 дворов и 39/57 жителей — русские; на 1926г — 19 дворов.

## Население
В 1896 году в 11 дворах проживало 88 человек (39 мужчин, 49 женщин), в 1906 — 70, в 1920 — 96, в 1939—112, в 1959—105, в 1969 — 76.

## Инфраструктура
Основа экономики — сельское хозяйство.
В 1896 году отмечены часовня, бакалейная лавка.
В «Сборнике статистических сведений по Бирскому уезду» (1899) так говорится о деревне:
«Земля в одном месте, при самой деревне. Есть особо купленная земля в двух участках. Пашня на ровном месте. Есть 1 овраг. Распахана 1/3 часть давно и сильно выпахана, а 2/3 — недавно. Ежегодно расчищается около 2 десятин. Почва — чернозем и суглинистый чернозем, темно-бурого цвета, глубиною 12 — 16 вершков. Подпочва — жёлтая, комковатая. На полях встречаются сорные травы. Севооборот-трехполье. Сеют: рожь, овес, полбу, гречу, пшеницу, горох и коноплю. Удобрение практикуется. Пашут кунгурками. В селении 5 веялок. Огороды разводятся для собственного хозяйства. Скотоводство — хозяйственное. Скот местной породы пасется, кроме выгона, по пару и свободным полям. Выгон присельный, местоположение низменное. Лес — на двух ровных местах, близ селения. Пользуются по дележу на 7 паев. Ежегодно вырубают 2-1/3 десятин молодняка и кустарника. Избы топят дровами. Сенокос суходольный, по ровному месту с черноземною почвой. В селении 1 бакалейная лавка, принадлежащая отдельному хозяину. Промыслы: двое занимаются пчеловодством; у обоих до 40 ульев; продают по-малу. Пахотные, а также и сенокосные угодья арендуют в Базановской волости».

## Транспорт
По СНМ 1906г Ново-Базанова указана как деревня на почтовом тракте.